# Optische rotatie

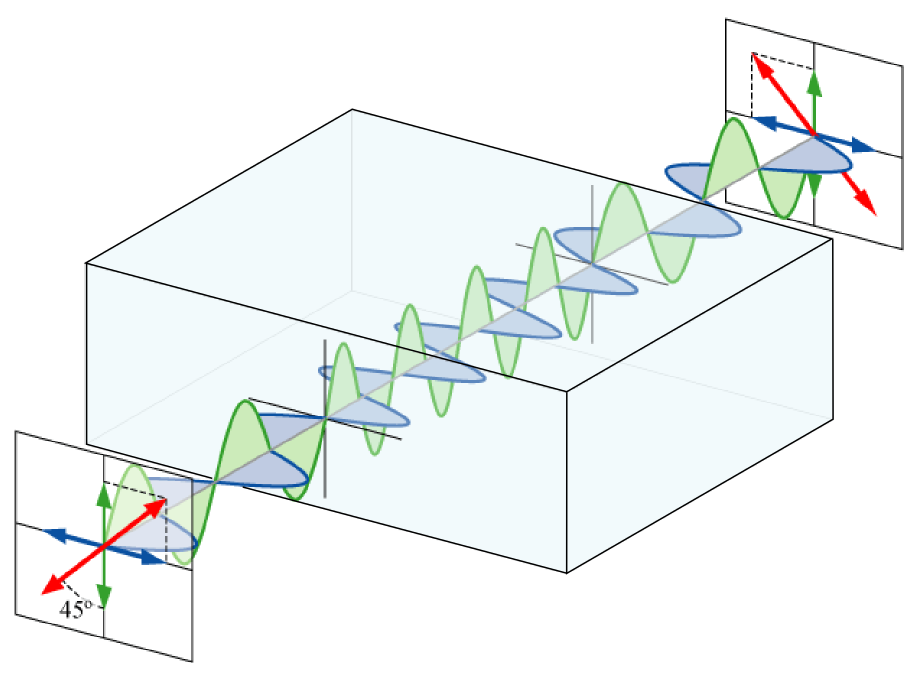
Rotatie van het polarisatievlak.

Optische rotatie is de veranderde richting van lineair gepolariseerd licht, wanneer dit door een oplossing van een optisch actieve stof valt. De polarisatie-richting kan positief of rechtsdraaiend zijn (met de klok mee), dan wel negatief of linksdraaiend (tegen de klok in). De grootte van de hoek waarmee de rotatie wordt veranderd hangt af van de optische weglengte l [decimeter], de concentratie van de oplossing c [gram per kubieke cm], en de chemische eigenschap specifieke rotatie van de optisch actieve stof [α]λT. 
{\displaystyle \alpha =[\alpha ]_{\lambda }^{T}\times l\times c}
Een voorbeeld van een specifieke rotatie is die van D-Sucrose [α]D20 = +66.5[deg dm−1
cm3 g−1] bij 20 °C, en de golflengte van natriumlicht. De suikeroplossing was 1/8 mol per liter.
Deze hoek kan worden gemeten met een polarimeter.
Een stof is optisch actief als zijn moleculen en hun spiegelbeeld op dezelfde wijze niet exact gelijk zijn als een linkerschoen en een rechterschoen. Het molecuul is in dat geval chiraal en naast de gewone structuurisomeren zijn er ook stereo-isomeren. Meestal bevat het molecuul dan asymmetrische koolstofatomen al is dat niet noodzakelijk. (een optisch actieve stof bevat wél altijd ten minste één asymmetrisch koolstofatoom.) Een, ook in de historie van de optische activiteit, belangrijk voorbeeld wordt gevormd door wijnsteenzuur.
Het aantal optische isomeren hangt af van de hoeveelheid aanwezige asymmetrische koolstofatomen. Over het algemeen geldt dat een optisch actieve stof 2n (n = aantal asymmetrische C-atomen) stereo-isomeren heeft. In sommige gevallen is er in de stof een inwendig spiegelvlak aanwezig, wanneer dit het geval is dient men het aantal inwendige spiegelvlakken van de 2n af te halen.
Een mengsel met de twee chirale isomeren van een stof, waarbij de concentratie van beide isomeren gelijk is, noemt men een racemisch mengsel. Dit mengsel is niet optisch actief omdat beide isomeren elkaar tegenwerken. Dit heet uitwendige compensatie.
De optische activiteit kan worden gemeten met een polarimeter. Omdat de grootte van de verandering in de polarisatierichting ook afhankelijk is van de golflengte van het gebruikte licht wordt de verandering bij de d-lijn van natrium in tabellen weergegeven.
Er bestaan formules om de grootte van de optische activiteit te berekenen. Daarbij spelen de chromofoor en de ruimtelijke ordening van de substituenten rond de chromofoor een belangrijke rol.